# Jules Cardot
Pour les articles homonymes, voir Cardot.
Jules Cardot, né Pierre Léon Jules Cardot le 18 août 1860 à Stenay (Meuse), mort le 22 novembre 1934 à Charleville est un botaniste français qui se spécialisa surtout dans le domaine de la bryologie, l'étude des mousses.

## Biographie
Jules Cardot est né le 18 août 1860 à Stenay, Meuse, dont son père Jean-Pierre Léon Cardot, agriculteur, fut maire. Il est élève au lycée de Bar-le-Duc, où un de ses condisciples est Raymond Poincaré. Mais des problèmes de santé l'obligent à interrompre ses études. Un ami de son père l'initie à la botanique et l'associe à la publication d'un Catalogue des plantes vasculaires de l'arrondissement de Montmédy. Après avoir étudié les fougères et les phanérogames, il se spécialise dans l'étude des mousses et des lichens, la bryologie. et publie dès 1882 un Catalogue des Mousses et des Hépatiques récoltées aux environs de Stenay et de Montmédy.
Il étudie plus de 130 espèces de plantes qu'il a décrites notamment dans The Bryologist, le Bulletin de l'Herbier Boissier ou le Bulletin du Muséum national d'histoire naturelle, en particulier dans les genres Aria, Photinia, Potentilla, Prunus, Sorbus, etc.
Il épouse Marie Piré, fille du botaniste belge Louis Piré et nièce du malacologue Philippe Dautzenberg.
Il a un fils, Henry en 1886, et s'établit à Charleville.
De 1882 à 1915, Cardot publie, en français ou en anglais, une douzaine d'ouvrages sur la flore bryologique de l'Europe, de Java, de l'Amérique du Nord, du Japon, de la Corée, de Taïwan, des terres antarctiques; c'est à lui qu'est confiée la détermination des plantes des expéditions antarctiques de Charcot, Gerlache, Nordenskiöld, Shackleton...
Il détermine et décrit 40 genres nouveaux et près de 1200 espèces inédites qui portent son nom.
Il effectue de nombreuses expéditions botaniques. Il réalise aussi des études sur les mousses et hépatiques de l'Alaska et de l'Antarctique.
Son herbier bryologique, comprenant plus de 10 000 espèces, et sa bibliothèque, sont malheureusement pillés pendant les bombardements de Charleville de la Première Guerre mondiale. Ce qui reste de l'herbier a été acquis par le Muséum d’histoire naturelle de Paris.
Après la Première Guerre mondiale, Cardot entre à l'agence économique du Gouvernement Général de l'Indochine, dont il est le chef du service scientifique de 1917 à 1931.
Il meurt d'une crise cardiaque en rangeant les herbiers du musée de Charleville, le 22 novembre 1934.
Il est enterré au cimetière Boutet de Charleville.

## Publications
- Jules Cardot et Ferdinand Renauld, Histoire naturelle des plantes mousses, 1913.
- Jules Cardot, La Flore bryologique des Terres Magellaniques, de la Géorgie du Sud et de l'Antarctide, 1908.
- Jules Cardot & Irénée Thériot, New or Unrecorded Mosses of North America // The Bryologist, vol. 8 n°1, n°2, n°4, n°5, 1905; vol. 9, n°1, 1906
- Jules Cardot, Nouvelle contribution à la flore bryologique des îles atlantiques // Bull.Herb.Boissier.Sér.2, Genève, imp. Romanet, tome V, n°2, pp. 201 sq, février 1905
- Jules Cardot, Résultats du voyage du S.Y. Belgica en 1897-1899 sous le commandement d'A. de Gerlache de Gomery, 1901.
- Jules Cardot, Recherches anatomiques sur les Leucobryacées, 1900.
- Jules Cardot, Répertoire sphagnologique : catalogue alphabétique de toutes les espèces et variétés du genre Sphagnum avec la synonymie, La bibliographie et la distribution géographique, d'après les travaux les plus récents, 1897.
- Jules Cardot, Monographie des Fontinalacées, 1892.
- Jules Cardot, Ernest Delamare et Ferdinand Renauld, Flora Miquelonensis : florule de l'île Miquelon (Amérique du Nord). Énumération systématique avec notes descriptives des phanérogames vasculaires, mousses, sphaignes, hépatiques et lichens, 1888.
- Jules Cardot, Muscinées du département de la Meuse. Catalogue des Mousses et des Hépatiques récoltées aux environs de Stenay et de Montmédy, 1882.

## Hommages
- (Rosaceae) Photinia cardotii F.P.Metcalf[7]
- (Rosaceae) Potentilla cardotiana Hand.-Mazz.[8]
- (Rosaceae) Rosa cardotii Masam.[9]
- (Rosaceae) Rubus cardotii Koidz.[10]
- Une rue et un square de Charleville-Mézières portent son nom.

### Photographies
- photographie de Jules Cardot sur l'Internet Archive
- Jules, Marie et Henry Cardot sur l'Internet Archive

### Sources
- Danièle Blondin, Andrée Cochard, Andrée Cunin, André Cunin, Madeleine Larose, Jacqueline Le Mehaute, Nicolas Loche, Christiane Mehaut et Colette Rozoy, Histoire et botanique. Parcs et jardins publics. Charleville-Mézières, Sedan, Revin, Éditions Terres ardennaises, 2004, 80 p., « Le jardin botanique de Sedan », p. 37_38.
- (en) Elizabeth G Britton, Annie Morril Smith, Edward B. Chamberlain, G. N. Best, George H. Conklin, Alexander W. Evans, A. J. Grout et Caroline C. Haynes,  et al., « Resolutions upon the Loss of the Collections and Library of M. Jules Cardot », The Bryologist, vol. 22, t. 6,‎ 1919, p. 87–88 ].
- (ja + fr) 礼三 外山, « テリオー氏, ジユールカルド », Acta Phytotaxonomica et Geobotanica, vol. 4,‎ 1935, p. 179-180 (ISSN 0001-6799 et 2189-7050, DOI 10.18942/BUNRUICHIRI.KJ00001078848, lire en ligne).

### Sources web
- Ressources relatives à la recherche :   - Biodiversity Heritage Library
  - La France savante
  - International Plant Names Index
  - Persée
- Ressource relative à la vie publique :   - base Léonore
- Ressource relative aux beaux-arts :   - Te Papa Tongarewa
- Notice dans un dictionnaire ou une encyclopédie généraliste :   - Deutsche Biographie
- Notices d'autorité :   - VIAF
  - ISNI
  - BnF (données)
  - IdRef
  - GND
  - Pays-Bas
  - NUKAT
  - Norvège
  - Tchéquie
- « Liste des espèces étudiées par Jules Cardot », sur IPNI.

Cardot est l’abréviation botanique standard de Jules Cardot.
Consulter la liste des abréviations d'auteur en botanique ou la liste des plantes assignées à cet auteur par l'IPNI, la liste des champignons assignés par MycoBank, la liste des algues assignées par l'AlgaeBase et la liste des fossiles assignés à cet auteur par l'IFPNI.